# 工藤幸裕
工藤 幸裕（くどう ゆきひろ、1937年1月27日 - ）は、日本のプロゴルファー。
弟の工藤吉彦もプロゴルファー。

## 来歴
我孫子ゴルフ倶楽部の少年キャディから22歳でプロ入りし、林由郎が師匠で、後に船橋カントリークラブ、茨城県・水海道ゴルフクラブに移った。
1962年の日本プロでは最終ラウンドで68をマークし、戸田藤一郎・森岡比佐士と並んでの10位タイに入った。
1964年の日本プロでは強い西風が吹いた初日、49歳の大ベテラン戸田、前年優勝の橘田規と共に1アンダー71をマークし、首位タイに立ち、1966年の関東オープンでは原孝男の2位に入った。
1968年の関東プロでは初日の19ホール目、495ydパー5の1番ホールで日本プロゴルフ界初のアルバトロスを記録。工藤のティショットはフェアウェイ右サイドをとらえ、ピンはグリーン左のバンカーサイドで、スプーン（3W）で打った第2打は、持ち球のフェードで花道を駆け上がり、グリーンをとらえるナイスショットであった。工藤が「うまくいったな」と歩き出すと、グリーンサイドにいた数人のギャラリーから拍手喝采、次いで「入ったぞー」の声が聞こえ、工藤は「入っちゃったんだ」と喜びに浸った。2番ではバーディ、3番はパーとし、4番では459yd、打ち上げの最難関のパー4を4番アイアンで高い球を打ち、直接入ってイーグルが出た。4ホールで1アルバトロス、1イーグル、1バーディの6アンダーで背筋に寒気が走るほど怖くなると、その後のスコアは下降線をたどり、後半18ホールの好スタートを生かせなかった。4ラウンド終了時で順位は大きく後退し、工藤は中村寅吉が14アンダーの大会レコードタイ記録で優勝したのと比べて情けない気持になった。　　　　

## 著書
- 『完全ラウンドレッスン (廣済堂文庫―アサヒゴルフ・レッスンシリーズ)』廣済堂出版、1992年7月1日、ISBN 4331700208